# دامنه حرکت برقی
دامنه حرکت برقی خودرو یا به اختصار انگلیسی (AER) به معنای حداکثر برد مسافتی با یک وسیله نقلیه الکتریکی است که فقط از باتری خود برای عبور از یک چرخه رانندگی مشخص استفاده می‌کند. در مورد یک وسیله نقلیه تمام الکتریکی، این به معنای حداکثر برد در هر شارژر باتری است.
از فرمول زیر برای محاسبه دامنه حرکت برقی خودروهایی که در حالت ترکیبی (هیبریدی) کار می‌کنند استفاده می‌شود:
{\displaystyle {\text{AER}}_{\text{Equivalent}}=\left(1-{\frac {GPM_{CD}}{GPM_{CS}}}\right)d^{CD}}
GPM CD کارایی را در حالت تخلیه شارژ تعیین می‌کند، و GPM CS حالت شارژدهی را به عنوان تعیین شده و d CD را فاصله در حالت تخلیه شارژ عنوان می‌کند.
برای سنجش برد خودروهای الکتریکی پلاگین هیبرید توسط PHEV- (مایل) یا PHEV- (کیلومتر) کیلومتر تعیین می‌شود که مسافتی را که خودرو می‌تواند فقط با باتری طی کند، نشان می‌دهد. به عنوان مثال، یک خودروی برقی دوگانه با PHEV-20 می‌تواند ۲۰ مایل بدون استفاده از موتور احتراق داخلی حرکت کند.